# Pelzelns miersluiper
Pelzelns miersluiper (Myrmotherula assimilis) is een zangvogel uit de familie Thamnophilidae (miervogels). De Nederlandse naam verwijst naar de Oostenrijkse ornitholoog August von Pelzeln die de wetenschappelijke naam in 1868 heeft gepubliceerd. 

## Verspreiding en leefgebied
De soort komt voor in het centrale en zuidelijke deel van het Amazonegebied en telt twee ondersoorten:
- M. a. assimilis: oostelijk Peru, westelijk Brazilië en noordelijk Bolivia.
- M. a. transamazonica: noordelijk-centraal Brazilië.

## Status
De grootte van de populatie is niet gekwantificeerd, maar de soort wordt omschreven als vrij algemeen met een versnipperde verspreiding. Op de Rode lijst van de IUCN heeft deze soort de status niet bedreigd.